# 裴衍
裴衍（？—528年1月26日），字文舒，河东郡闻喜县（今山西省运城市闻喜县）人，出自河东裴氏定著五房之一的南来吴裴，南齐、北魏官员。

## 生平
裴衍的学识比各位哥哥优秀，才能和德行也超过他们，侍奉父母以孝顺闻名，还有将帅的谋略，在南齐萧宝卷时期官至阴平郡太守。景明二年（502年），裴衍才得以归附北魏，出任通直郎。
裴衍想辞去朝廷的任命，请求隐居于嵩山，于是上表说:“臣有幸遇上昌平盛世，得以效力圣朝，沐浴着炎黄的春风，吸收着陶唐的养分。我这一生命运，荣幸已满。但我天生体质弱，常有疾病。近来风吹露浸，精神和形体都受到耗损。区区小人，没有远大怀抱，只愿赋闲静养。我知道嵩山高耸入云，孕育着名花异草，想修生救病的人多往游此山。臣资质没有灵秀的天分，性情也与山水不太融洽，不敢追循古代高士的足迹，确实只希望疗治顽疾，保养元气而已。如果疗效稍佳，贱体微愈，希望遇上风云聚会的时候，尽量歌颂我皇大德。荷衣葛鞋，已裁缝就绪；拄杖穿鞋，准备登山。谨上此请求，乞盼准许。”魏宣武帝下诏书回答说:“知道卿想在中岳养病，在嵩山修炼，栖卧于白云之根，吞嚼那清壑之芝。移身于山林的操守，令人羡慕。只是今日国家还缺少古人的风范，愧对山客而已。既然卿的志向已定，难以劝阻，朕岂可压抑你的请求，就依从你的意愿。”
魏宣武帝末年，裴衍才从嵩山中出来，追求官位。魏孝明帝任命裴衍为散骑侍郎，代理河内郡太守。裴衍很快出任建兴郡太守，转任河内郡太守，加征虏将军，遇到母亲去世而离职。裴衍历任两郡太守，都是清廉寡欲，善于安抚百姓，民众和官吏都很怀念他。
孝昌元年（525年），梁武帝派遣将军曹敬宗入侵荆州，山蛮也响应梁军，大路被切断。都督崔暹率领数万人在鲁阳县徘徊不前，不能推进讨伐敌人。荆州危急，朝廷十分担忧。魏孝明帝诏令裴衍出任别将，署理前将军，与恒农郡太守王罴率领军队一万人从武关出发，经过三鸦路以救援荆州。梁军在淅阳郡迎战，裴衍大败敌军，梁军于是退走，荆州的围困被解除。裴衍出任使持节、散骑常侍、平东将军、署理安东将军、北道都督，镇守邺城西面的武城县，封安阳县开国子，食邑三百户。
孝昌三年（527年），相州刺史、安乐王元鉴暗中计划叛乱，裴衍察觉到元鉴行为异常，密送报告到朝廷。七月，元鉴部下将领嵇宗飞马驰告元鉴反叛，魏孝明帝诏令裴衍与都督源子邕、李神轨等人讨伐元鉴。八月，源子邕、李神轨和裴衍进攻邺城，于八月丁未（527年9月27日）将元鉴斩首，平定了相州。裴衍出任抚军将军、相州刺史，署理镇北将军、北道大都督，进封临汝县开国公，增加食邑一千二百户，仍为散骑常侍如故。同年十二月，魏孝明帝又诏令裴衍与源子邕北伐葛荣，魏军驻扎在阳平东北的漳河河湾。孝昌三年十二月戊申（528年1月26日），葛荣军前来迎战，裴衍和源子邕都战败被杀。朝廷闻讯后无不惊骇惋惜，赠予裴衍使持节、车骑大将军、司空、相州刺史。

## 家庭

### 父母
- 裴叔宝
- 谯郡夏侯氏，北魏散骑常侍、安东将军、瀛州刺史、濮阳明侯夏侯道迁姐姐

### 兄弟
- 裴植，北魏安东将军、金紫光禄大夫、度支尚书、崇义县侯
- 裴飏，北魏辅国将军、南司州刺史、义阳县侯
- 裴瑜，北魏勃海郡太守、灌津定子
- 裴粲，北魏骠骑大将军、胶州刺史、舒县子

### 儿子
- 裴嵩，袭爵临汝县公，东魏武定年间官至河内郡太守，北齐接受禅让后爵位依例降低